# عكوبر
عَكَوْبَر هي قرية سورية في ناحية صيدنايا في محافظة ريف دمشق. تقع شمال دمشق.
وفقاً للمكتب المركزي للإحصاء، بلغ عدد سكان عكوبر 563 نسمة في تعداد عام 2004. سكانها هم في الغالب من المسلمين السنة.